# Andrew Holness
Andrew Michael Holness (* 22. července 1972 Spanish Town) je jamajský politik. Je předsedou Jamajské strany práce a od března 2016 zastává úřad předsedy vlády.
Vystudoval management a rozvojová studia na Západoindické univerzitě. Pracoval v charitativní organizaci VOUCH a v sekretariátu premiéra Edwarda Seagy. V roce 1997 byl zvolen poslancem za obvod West Central St. Andrew a roku 1999 se stal členem stínové vlády. Od roku 2007 byl ministrem školství v labouristické vládě Bruce Goldinga. Po Goldingově rezignaci v roce 2011 ho nahradil v čele strany i vlády, stal se tak nejmladším premiérem v jamajské historii a prvním, který se narodil po vyhlášení nezávislosti. V následujícím roce z čela vlády odešel, když jeho strana prohrála ve volbách s Lidovou národní stranou. Byl lídrem opozice, po těsném vítězství ve volbách roku 2016 se znovu stal premiérem a byl mu udělen Řád národa. Pozici obhájil ve volbách v roce 2020. V roce 2021 byl jmenován do Soukromé rady Spojeného království.
Holnessova vláda podporuje soukromé podnikání a láká do země zahraniční investory, podařilo se jí snížit inflaci a zlepšit pozici země u ratingových agentur. Investuje do infrastruktury a obnovitelných zdrojů energie. V roce 2023 premiér oznámil, že bude usilovat o vyhlášení Jamajky republikou. Odvolal se na výsledky průzkumu, podle nichž si 55 % Jamajčanů přeje ukončení vztahů s britskou monarchií.
Hlásí se k církvi Adventistů sedmého dne. S manželkou Juliet má dva syny.